# ريغي كليفلاند
ريغي كليفلاند (بالإنجليزية: Reggie Cleveland) هو لاعب كرة قاعدة أمريكي، ولد في 23 مايو 1948 في سويفت كورنت في كندا.

## وصلات خارجية
- ريغي كليفلاند على موقع دوري كرة القاعدة الرئيسي (الإنجليزية)
- ريغي كليفلاند على موقعبيزبول رفرنس.كوم (الدوري الرئيسي) (الإنجليزية)
- ريغي كليفلاند على موقعبيزبول رفرنس.كوم (الدوري الثانوي) (الإنجليزية)